# Максимов, Лукьян Максимович
Лукьян Максимович Максимов (16?? — 1708) — атаман донского войска в 1697—1708 годах.

## Биография
Время его правления пришлось на эпоху Петра I, который решительно боролся с донским самоуправлением. Некоторое время Максимову удавалось находить компромисс между амбициями русского царя и недовольством донских казаков, но в 1707 году вспыхнуло Булавинское восстание. Максимов возглавил пророссийскую партию донского казачества. На первом этапе ему сопутствовал успех: в первой же стычке Максимов разбил Булавина и вынудил того бежать в Запорожскую Сечь. За преследование и сыск булавинцев в 14 декабря 1707 года атаману Л. Максимову было пожаловано «государево жалованье» в размере 10 тыс. руб. Но затем удача отвернулась от него, он был захвачен булавинцами и казнен на казачьем кругe в Черкасскe 6 мая 1708 года.